# You Ain’t Goin’ Nowhere
You Ain’t Goin’ Nowhere – piosenka skomponowana przez Boba Dylana, nagrana przez niego we wrześniu 1971 r. i wydana na albumie Bob Dylan’s Greatest Hits Vol. II w listopadzie 1971 r.

## Historia i charakter utworu
Piosenka ta została nagrana na 12 sesji do albumu New Morning, a właściwie na sesjach postalbumowych w Columbia Studio B w Nowym Jorku. Na album Greatest Hits trafiła ostatnia z sześciu prób jej nagrania. Oprócz niej Dylan nagrał jeszcze: „Only a Hobo” (5 prób) „I Shall Be Released” (4 próby) i „Down in the Flood” (2 próby). Poza „Only a Hobo” na ten album trafiły pozostałe utwory z sesji: „I Shall Be Released” (wersja 4) i „Down in the Flood” (wersja 2). Producentem sesji był sam Bob Dylan.
Ta kompozycja Dylana została po raz pierwszy nagrana w domowym studiu w suterenie domu grupy The Band w Woodstock w 1967 r. Wersja ta jest pół mówiona przez Dylana w stylu części utworów z tych sesji, takich jak np. „Lo and Behold” i „Yea! Heavy and a Bottle of Bread”.
Wersja Dylana ma bardziej domowe brzmienie i jest bardziej surowa muzycznie; została nagrana tylko w duecie z Happym Traumem, jednak jej wokalne wykonanie jest utrzymane w stylu nagrania z Woodstock.
Pierwotny tekst utworu jest dość trudny i zagmatwany, co zapewne spowodowane zostało jego ewidentnie improwizatorskim charakterem na temat znalezienia kogoś, kto chciałby nakarmić kota. Piosenka z tego punktu widzenia była oczywiście niedokończona. Jednak Dylan mimo wszystko postanowił ponownie nagrać tę kompozycję z Happym Traumem, czyli jego zdaniem warta była ponownego wysiłku i ponownego napisania tekstu.
Od strony muzycznej kompozycja jest niezwykle czarująca ze wspaniałym refrenem („Ooo-wee, ride me high”), co było charakterystyczne dla większości z ponad 150 nagranych w Woodstock piosenek.
Po raz pierwszy Dylan wykonał tę piosenkę publicznie dopiero w 1999 r., w aranżacji zbliżonej nieco do utworów z albumu The Byrds Sweetheart of the Rodeo.

## Muzycy
sesja dwunasta
- Bob Dylan – pianino, gitara, harmonijka, śpiew
- Happy Traum – gitara, bandżo, gitara basowa, śpiew towarzyszący

## Dyskografia
Albumy oficjalne
- The Basement Tapes (1975) sygnowany przez Bob Dylan/The Band
- The Essential Bob Dylan (2000)

Bootlegi
- A Tree with Roots. The Genuine Basement Tape Remasters (CD 3)

## Wykonania piosenki przez innych artystów
- Joan Baez – Any Day Now (1968); Vanguard Sessions: Baez Sings Dylan (1998)
- The Byrds – Sweetheart of the Rodeo (1968)
- Earl Scruggs – His Family and Friends (1972)
- The Flying Burrito Brothers – Live from Amsterdam 1985 (1985)
- The Rave-Ups – Town & Country (1985)
- Texas Instruments – Sun Tunnels (1988)
- The Nitty Gritty Dirt Band – Will the Circle Be Unbroken, Volume 2 (1989)
- Phil Carmen – Bib Dylan’s Dream (1996)
- The Crust Brothers – Marquee Mark (1998)
- Cracker – Garage d’Or (2000)
- Dumptruck – Lemmings Travel to the Sea (2001)